# Lijst van politieke partijen op Sint Maarten
De lijst van politieke partijen op Sint Maarten geeft een overzicht van de politieke partijen in het land Sint Maarten en haar voorganger, het eilandgebied Sint Maarten. Sint Maarten heeft een meerpartijenstelsel, normaliter zijn er meerdere partijen nodig om een regering te vormen. De politieke partijen zullen dus een coalitie moet vormen om de regering aan een meerderheid te helpen. Sedert 2024 zijn er zes partijen vertegenwoordigd in de Staten van Sint Maarten.

## Partijen

### Vertegenwoordigd in de Staten
- Democratische Partij (DP)
- Nationale Alliantie (NA)
- Verenigde Volkspartij (UP)
- Nation Opportunity Wealth (NOW)
- Party for Progress (PFP)
- Unified Resilient St. Maarten Movement (URSM)

### Niet-vertegenwoordigd in de Staten
- Sint Maarten Christian Party (SMCP)
- Sint Maarten Patriotic Alliance (SPA)
- National Progressive Party (NPP)
- One St. Maarten People Party (OSPP)
- St. Maarten Development Movement (SDM)
- Social Reform Party (SRP)
- Concordia Political Alliance (CPA)
- People's Progressive Alliance (PPA)
- Help Our People Excel (HOPE)
- Progressive Democratic Party (PDP)
- National Reformation Party (NRP)
- Windward Islands People's Movement (WIPM)
- St. Maarten Patriotic Movement (SPM)
- United People's Labour Party (UPLP)
- Verenigde Democraten (UD)
- United St. Maarten Party (USp)